# Atlantvitmossa
Atlantvitmossa (Sphagnum strictum) är en bladmossart som beskrevs av Sullivant 1846. Enligt Catalogue of Life ingår Atlantvitmossa i släktet vitmossor och familjen Sphagnaceae, men enligt Dyntaxa är tillhörigheten istället släktet vitmossor och familjen Sphagnaceae. Arten är reproducerande i Sverige. Inga underarter finns listade i Catalogue of Life.